# .17 HM2
O  .17 Hornady Mach 2 , ou .17 HM2 , é um   cartucho de fogo circular introduzido em 2004 pela fabricante de munições Hornady, após o lançamento bem-sucedido em 2002 do .17 HMR. O .17 HM2 é baseado no estojo "Stinger" .22 Long Rifle, com gargalo de 4,5 mm)e usando um projétil que pesa menos da metade do peso de um típico .22 LR.

## Desempenho
O peso da projétil é uma parte essencial para atingir a velocidade muito alta de uma munição de tiro ao alvo. Ele pesa apenas 17 grãos (1,10 g) contra 30 a 40 grãos (1,94-2,59 g) de uma projétil padrão de .22 Long Rifle. O .17 HM2 pode ou não corresponder ao seu nome, "Mach 2 ", dependendo da localização geográfica e das condições, com velocidades em uma carabina de cerca de 640 m / s.
A velocidade é quase o dobro da velocidade padrão do .22LR, o que resulta em uma trajetória muito mais plana até seu alcance efetivo de 175 metros.

## Conversão

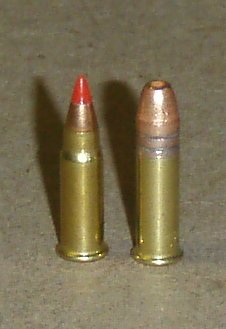
Esquerda: .17HM2, Direita: .22 LR

Como o .17HM2 é baseado no .22LR, a conversão é feita apenas com uma simples troca de cano. Como há diferença de pressão, a conversão de armas semi-automáticas é mais difícil, especialmente devido a maioria delas operarem em blowback simples ou em outro sistema sensível a ajuste de gases. Há kits de conversão que trocam o ferrolho de fábrica ou o transportador do ferrolho com um mais pesado para aumentar a massa do ferrolho ou compensar pela maior pressão gerada.